# Divisione Nazionale 1927-1928
La Divisione Nazionale 1927-1928 è stata la 28ª edizione della massima serie del campionato italiano di calcio, disputata tra il 25 settembre 1927 e il 22 luglio 1928 e conclusa con la vittoria del Torino, al suo primo titolo.
Capocannoniere del torneo è stato Julio Libonatti (Torino) con 35 reti.

## Stagione

### Una seconda chance per il Sud
L'anno precedente, il primo impatto delle formazioni del Mezzogiorno con il nuovo campionato italiano unificato aveva avuto esiti disarmanti, poiché le tre rappresentanti laziali e campane avevano terminato il torneo in zona retrocessione; secondo il regolamento, nel 1927 la nuova edizione della Divisione Nazionale avrebbe dovuto prendere il via con una sola società proveniente da regioni al di sotto della Toscana, e cioè la Lazio, fresca neopromossa in quanto vincitrice del Gruppo Sud della Prima Divisione cadetta. Né la FIGC, né il Governo fascista si mostrarono pronti ad accettare tale scenario, che avrebbe gravemente inficiato il proposito di estendere all'intera Penisola il torneo d'élite del movimento calcistico italiano.
Come se la precedente annata fosse stata una sorta di prova generale, la Federazione decise di riprovare ad avere una triplice rappresentanza meridionale nel massimo campionato ripescando le società retrocesse. Questa volta si vollero avere però garanzie che tali sodalizi fossero in grado di stare in piedi con le proprie gambe: per quanto riguardava il Napoli, il presidente uscente Giorgio Ascarelli diede ampie rassicurazioni su un deciso attivismo della società partenopea nel calciomercato estivo. Nella Capitale, la promozione della Lazio, assicurando una rappresentanza capitolina in uno dei due gironi del torneo diede la possibilità che nell'altro raggruppamento Alba Audace e Fortitudo unissero le forze insieme al cadetto Roman, in un nuovo unico sodalizio che difendesse il nome della Città Eterna: sotto la regia di Italo Foschi nacque così l'Associazione Sportiva Roma.
Ma la progressiva espansione della Divisione Nazionale sull'intero territorio italiano non era perseguibile solamente ripescando le squadre del Sud. Per coinvolgere il maggior numero di città nel massimo torneo, era pure necessario che un singolo centro urbano non occupasse troppi posti nell'organigramma del campionato con proprie plurime società: era questo il caso di Genova che, unica, aveva ben tre formazioni nella massima serie. Intoccabile per blasone, tifoseria e palmarès il Genoa, il 2 luglio le autorità fasciste decisero d'imperio che l'Andrea Doria e la Sampierdarenese dovessero fondersi allo scopo di formare una nuova società in maglia neroverde, La Dominante, antenata della moderna Sampdoria. Nell'organigramma del torneo il posto liberato da questa fusione fu così occupato dalla ripescata Cremonese.

### Formula
Due gironi interregionali da 11 squadre ciascuno, di cui le prime quattro classificate accedono alla fase finale, mentre le ultime tre vengono retrocesse. Lo scudetto viene assegnato alla vincitrice del raggruppamento finale composto da 8 squadre.

### Avvenimenti

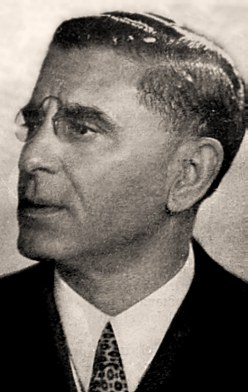
Italo Foschi, protagonista della fusione dei club romani, e primo presidente della Roma.

Forse ancora appagati dalla vittoria dell'anno precedente, i campioni in carica del Torino non partirono bene; fu forse, e paradossalmente, lo scoppio del caso Allemandi, con conseguente revoca dello scudetto vinto pochi mesi prima, a dare ai granata la spinta a riconquistare ciò che, a loro avviso ingiustamente, era stato loro tolto. Il Toro riprese il volo e, sospinto dalle valanghe di gol del Trio delle meraviglie composto da Julio Libonatti, Adolfo Baloncieri e Gino Rossetti, inanellò una serie di strepitose vittorie che gli consentirono di concludere la prima fase in testa alla classifica del proprio girone. Gli altri tre posti disponibili per il girone finale furono occupati senza problemi dalle blasonate Genoa e Milan, e da un'Alessandria sempre insidiosa in quell'epoca. Non trovò invece spazio l'ormai decaduta Pro Vercelli, la cui antica gloria non le permise che di ottenere qualche risultato di prestigio destinato a rimanere, tuttavia, un caso isolato.
Anche nell'altro raggruppamento le sorprese scarseggiarono: a primeggiare fu la forza del momento in quel periodo, cioè il Bologna, seguito a breve distanza da Juventus, Casale e Inter. In pratica, a conti fatti, l'esito dei due gironi fu una fotocopia di quello dell'anno prima, con le stesse otto squadre a primeggiare nelle posizioni di vertice.

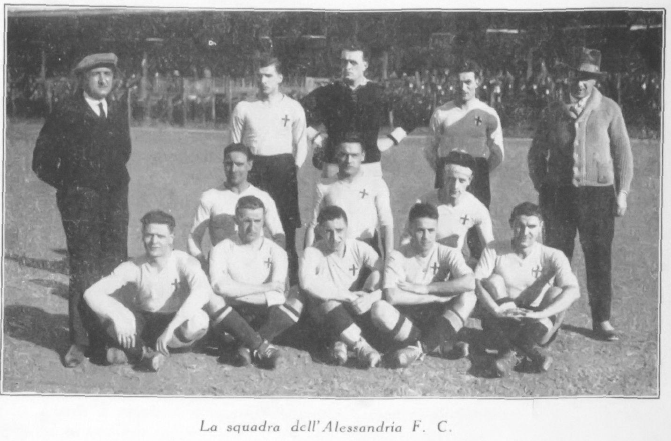
L'Alessandria del 1927-1928.

Interessante notare come la scommessa della Federazione di riportare nel massimo campionato le rappresentanti del Sud fu abbastanza ripagata: la Roma riuscì a salvarsi sul campo, certamente non senza difficoltà, ma neanche con eccessivi patemi d'animo: battendo all'ultima giornata un Inter senza motivazioni (perché già qualificata alle Finali per il titolo) per 3-0, i capitolini riuscirono a conquistare la salvezza. La debolezza del Meridione fu comunque riprovata dall'affondamento del Napoli e della Lazio, che non riuscirono ad evitare di concludere l'annata nella zona rossa della classifica, pur scansando il posto da fanalino di coda; il Napoli pagò in particolare il pessimo rendimento nel girone d'andata, chiuso all'ultimo posto con 4 punti, e non bastò il netto miglioramento nel girone di ritorno (11 punti in 9 partite, con vittorie sulle blasonate Genoa e Pro Vercelli) per scansare la retrocessione: all'ultima giornata di campionato i partenopei persero contro il Torino per 11-0, sconfitta che, unita alla contemporanea vittoria del Padova diretto concorrente per la salvezza, li condannò al terzultimo posto e alla retrocessione. Peraltro, i sommovimenti dell'estate 1927 non portarono bene neppure a più alte latitudini, dato che nella relegazione capitò anche la neonata La Dominante, cui i dissidi interni tra le componenti originarie compromisero gli sforzi della squadra per ottenere la salvezza. Tuttavia, tutti questi discorsi furono destinati a rimanere sulla carta poiché già due settimane dopo la conclusione delle eliminatorie, il 18 marzo, in occasione della disputa della seconda giornata delle finali, la FIGC emanò un decreto che stabiliva:
(Deliberazione della FIGC riportato da La Stampa del 19 marzo 1928, p. 2.)
Con tale deliberazione fu stabilito dunque il ripescaggio delle terzultime e penultime classificate, che furono ammesse al campionato di transizione 1928-29 a 24 squadre, sul modello della vecchia Lega Nord, che avrebbe portato alla creazione della Serie A e della Serie B a girone unico. Dunque la retrocessione virtuale di Napoli, Lazio, Livorno e Dominante durò solo due settimane, venendo le quattro formazioni riammesse addirittura a fine marzo, prima dell'inizio della Coppa CONI, torneo di consolazione per le escluse dal girone finale. Non si può dire lo stesso per Verona e Reggiana, che, avendo terminato all'ultimo posto le eliminatorie, sarebbero dovute retrocedere comunque in Prima Divisione. Tuttavia, anche per loro, a fine giugno, arrivò il ripescaggio. In un comunicato del 28 giugno il Direttorio Divisioni Superiori deliberò infatti:
(Deliberazione della FIGC riportato da La Stampa del 29 giugno 1928, p. 5.)

Baloncieri, Libonatti e Rossetti II, il Trio delle meraviglie del Torino.

Come accaduto per i gironi d'apertura, anche la fase finale del campionato fu una sorta di replica del precedente torneo annullato per il Caso Allemandi. Il Torino riprese subito il comando della classifica. I gol dell'oriundo Libonatti e di Rossetti, e le parate di Vincenzo Bosia, permisero ai granata di mantenersi in costante vantaggio sul folto ed equilibrato gruppo delle inseguitrici, in cui le squadre cambiavano continuamente fra loro la posizione in graduatoria. Unico vaso di coccio era il Casale, schiacciato dalla forza delle squadre metropolitane.
Interrotto dopo le gare di andata per permettere la partecipazione della Nazionale italiana di calcio alle Olimpiadi di Amsterdam dove venne colta la medaglia di bronzo, il girone finale riprese con le gare di ritorno in piena estate. Alla penultima giornata vi fu lo scontro diretto per il titolo tra Torino (16 punti) e Genoa (15), vinto nettamente dai piemontesi. Alla fine l'ultima ad arrendersi alla fuga torinista fu l'Alessandria, in cui militavano due giovani molto promettenti, la mezzala Giovanni Ferrari e il mediano Luigi Bertolini; i mandrogni si aggiudicarono lo scontro diretto pareggiando al Filadelfia e vincendo in casa, ma nel confronto indiretto persero preziosi punti per strada, forse per inesperienza, andando ad esempio a perdere nettamente il derby sul campo del malconcio Casale. Fu così che il 22 luglio all'ultima giornata i granata andarono a San Siro a prendersi l'unico punto che mancava al loro trionfo, mentre il Genoa battendo l'Alessandria finì al secondo posto. Il Torino riconquistò così subito quello scudetto che nel corso della stagione, tra mille polemiche e recriminazioni, gli era stato tolto.

## Girone A

### Squadre partecipanti
| Club         | Stagione | Città         | Stadio                         | Stagione precedente                         |
| ------------ | -------- | ------------- | ------------------------------ | ------------------------------------------- |
| Alessandria  | dettagli | Alessandria   | Campo degli Orti               | 4º nel girone B di Divisione Nazionale      |
| Brescia      | dettagli | Brescia       | Stadium di viale Piave         | 7º nel girone A di Divisione Nazionale      |
| Cremonese    | dettagli | Cremona       | Campo di via Persico           | 9º nel girone B di Divisione Nazionale      |
| Genoa        | dettagli | Genova        | Campo di via del Piano         | 4º nel girone finale di Divisione Nazionale |
| Lazio        | dettagli | Roma          | Stadio della Rondinella        | 4º nel girone finale di 1ª Divisione        |
| Milan        | dettagli | Milano        | Stadio San Siro                | 6º nel girone finale di Divisione Nazionale |
| Napoli       | dettagli | Napoli        | Stadio Militare dell'Arenaccia | 10º nel girone A di Divisione Nazionale     |
| Padova       | dettagli | Padova        | Stadio Silvio Appiani          | 7º nel girone B di Divisione Nazionale      |
| Pro Vercelli | dettagli | Vercelli      | Campo piazza Conte di Torino   | 5º nel girone A di Divisione Nazionale      |
| Reggiana     | dettagli | Reggio Emilia | Stadio comunale Mirabello      | 3º nel girone finale della 1ª Divisione     |
| Torino       | dettagli | Torino        | Stadio Filadelfia              | 1º nel girone finale di Divisione Nazionale |

### Classifica finale
|  | Pos. | Squadra      | Pt | G  | V  | N | P  | GF | GS |
|  | ---- | ------------ | -- | -- | -- | - | -- | -- | -- |
|  | 1.   | Torino       | 30 | 20 | 14 | 2 | 4  | 78 | 19 |
|  | 2.   | Genoa        | 29 | 20 | 13 | 3 | 4  | 42 | 21 |
|  | 3.   | Alessandria  | 28 | 20 | 12 | 4 | 4  | 59 | 20 |
|  | 4.   | Milan        | 26 | 20 | 10 | 6 | 4  | 35 | 23 |
|  | 5.   | Brescia      | 21 | 20 | 9  | 3 | 8  | 30 | 37 |
|  | 6.   | Pro Vercelli | 18 | 20 | 7  | 4 | 9  | 29 | 27 |
|  | 7.   | Cremonese    | 17 | 20 | 7  | 3 | 10 | 33 | 34 |
|  | 7.   | Padova       | 17 | 20 | 7  | 3 | 10 | 24 | 36 |
|  | 9.   | Napoli       | 15 | 20 | 5  | 5 | 10 | 23 | 54 |
|  | 10.  | Lazio        | 11 | 20 | 4  | 3 | 13 | 17 | 45 |
|  | 11.  | Reggiana     | 8  | 20 | 1  | 6 | 13 | 23 | 77 |

Legenda:
      Qualificata alle finali nazionali.
 Retrocessa in Prima Divisione 1928-1929.
Regolamento:
Due punti a vittoria, uno a pareggio, zero a sconfitta.
Era in vigore il pari merito
Note:
Il Napoli e la Lazio immediatamente, e poi anche la Reggiana, sono state ammesse alla Divisione Nazionale 1928-1929 per allargamento dei quadri del campionato.

### Risultati

#### Calendario
| andata (1ª) | andata (1ª)   | Prima giornata           | ritorno (12ª) | ritorno (12ª) |
|             |               |                          |               |               |
| 25 set.     | 2-0           | Cremonese-Lazio          | 1-2           | 18 dic.       |
| 25 set.     | 2-1           | Genoa-Torino             | 0-2           | 18 dic.       |
| 25 set.     | 4-0           | Napoli-Reggiana          | 2-2           | 18 dic.       |
| 25 set.     | 1-1           | Padova-Brescia           | 0-1           | 18 dic.       |
| 25 set.     | 0-1           | Pro Vercelli-Alessandria | 0-0           | 18 dic.       |
| 25 set.     | Riposa: Milan |                          |               | 18 dic.       |

| andata (2ª) | andata (2ª)          | Seconda giornata     | ritorno (13ª) | ritorno (13ª) |
|             |                      |                      |               |               |
| 2 ott.      | 0-1                  | Brescia-Genoa        | 0-0           | 25 dic.       |
| 2 ott.      | 0-3                  | Lazio-Padova         | 0-2           | 25 dic.       |
| 2 ott.      | 5-1                  | Milan-Napoli         | 2-1           | 25 dic.       |
| 2 ott.      | 1-3                  | Reggiana-Alessandria | 0-11          | 25 dic.       |
| 2 ott.      | 2-2                  | Torino-Cremonese     | 2-2           | 25 dic.       |
| 2 ott.      | Riposa: Pro Vercelli |                      |               | 25 dic.       |

| andata (1ª) | andata (1ª)   | Prima giornata           | ritorno (12ª) | ritorno (12ª) |
|             |               |                          |               |               |
| 25 set.     | 2-0           | Cremonese-Lazio          | 1-2           | 18 dic.       |
| 25 set.     | 2-1           | Genoa-Torino             | 0-2           | 18 dic.       |
| 25 set.     | 4-0           | Napoli-Reggiana          | 2-2           | 18 dic.       |
| 25 set.     | 1-1           | Padova-Brescia           | 0-1           | 18 dic.       |
| 25 set.     | 0-1           | Pro Vercelli-Alessandria | 0-0           | 18 dic.       |
| 25 set.     | Riposa: Milan |                          |               | 18 dic.       |

| andata (2ª) | andata (2ª)          | Seconda giornata     | ritorno (13ª) | ritorno (13ª) |
|             |                      |                      |               |               |
| 2 ott.      | 0-1                  | Brescia-Genoa        | 0-0           | 25 dic.       |
| 2 ott.      | 0-3                  | Lazio-Padova         | 0-2           | 25 dic.       |
| 2 ott.      | 5-1                  | Milan-Napoli         | 2-1           | 25 dic.       |
| 2 ott.      | 1-3                  | Reggiana-Alessandria | 0-11          | 25 dic.       |
| 2 ott.      | 2-2                  | Torino-Cremonese     | 2-2           | 25 dic.       |
| 2 ott.      | Riposa: Pro Vercelli |                      |               | 25 dic.       |

| andata (3ª) | andata (3ª)     | Terza giornata      | ritorno (14ª) | ritorno (14ª) |
|             |                 |                     |               |               |
| 9 ott.      | 3-1             | Alessandria-Padova  | 1-2           | 8 gen.        |
| 9 ott.      | 5-0             | Cremonese-Napoli    | 1-3           | 8 gen.        |
| 9 ott.      | 4-0             | Genoa-Lazio         | 2-1           | 8 gen.        |
| 9 ott.      | 2-2             | Milan-Reggiana      | 2-0           | 8 gen.        |
| 9 ott.      | 0-1             | Torino-Pro Vercelli | 3-0           | 8 gen.        |
| 9 ott.      | Riposa: Brescia |                     |               | 8 gen.        |

| andata (4ª) | andata (4ª)    | Quarta giornata    | ritorno (15ª) | ritorno (15ª) |
|             |                |                    |               |               |
| 16 ott.     | 0-1            | Lazio-Alessandria  | 0-6           | 15 gen.       |
| 16 ott.     | 0-4            | Napoli-Brescia     | 0-2           | 15 gen.       |
| 16 ott.     | 1-2            | Padova-Genoa       | 1-4           | 15 gen.       |
| 16 ott.     | 1-1            | Pro Vercelli-Milan | 0-1           | 15 gen.       |
| 16 ott.     | 1-2            | Reggiana-Cremonese | 1-1           | 15 gen.       |
| 16 ott.     | Riposa: Torino |                    |               | 15 gen.       |

| andata (3ª) | andata (3ª)     | Terza giornata      | ritorno (14ª) | ritorno (14ª) |
|             |                 |                     |               |               |
| 9 ott.      | 3-1             | Alessandria-Padova  | 1-2           | 8 gen.        |
| 9 ott.      | 5-0             | Cremonese-Napoli    | 1-3           | 8 gen.        |
| 9 ott.      | 4-0             | Genoa-Lazio         | 2-1           | 8 gen.        |
| 9 ott.      | 2-2             | Milan-Reggiana      | 2-0           | 8 gen.        |
| 9 ott.      | 0-1             | Torino-Pro Vercelli | 3-0           | 8 gen.        |
| 9 ott.      | Riposa: Brescia |                     |               | 8 gen.        |

| andata (4ª) | andata (4ª)    | Quarta giornata    | ritorno (15ª) | ritorno (15ª) |
|             |                |                    |               |               |
| 16 ott.     | 0-1            | Lazio-Alessandria  | 0-6           | 15 gen.       |
| 16 ott.     | 0-4            | Napoli-Brescia     | 0-2           | 15 gen.       |
| 16 ott.     | 1-2            | Padova-Genoa       | 1-4           | 15 gen.       |
| 16 ott.     | 1-1            | Pro Vercelli-Milan | 0-1           | 15 gen.       |
| 16 ott.     | 1-2            | Reggiana-Cremonese | 1-1           | 15 gen.       |
| 16 ott.     | Riposa: Torino |                    |               | 15 gen.       |

| andata (5ª) | andata (5ª)      | Quinta giornata    | ritorno (16ª) | ritorno (16ª) |
|             |                  |                    |               |               |
| 30 ott.     | 3-1              | Alessandria-Torino | 1-4           | 22 gen.       |
| 30 ott.     | 5-0              | Genoa-Pro Vercelli | 0-3           | 22 gen.       |
| 30 ott.     | 2-1              | Lazio-Brescia      | 3-4           | 22 gen.       |
| 30 ott.     | 2-1              | Milan-Cremonese    | 1-0           | 22 gen.       |
| 30 ott.     | 2-1              | Padova-Napoli      | 2-2           | 22 gen.       |
| 30 ott.     | Riposa: Reggiana |                    |               | 22 gen.       |

| andata (6ª) | andata (6ª)         | Sesta giornata         | ritorno (17ª) | ritorno (17ª) |
|             |                     |                        |               |               |
| 13 nov.     | 5-2                 | Brescia-Reggiana       | 0-0           | 29 gen.       |
| 13 nov.     | 3-1                 | Cremonese-Pro Vercelli | 0-3           | 29 gen.       |
| 13 nov.     | 1-1                 | Milan-Genoa            | 1-1           | 29 gen.       |
| 13 nov.     | 0-0                 | Napoli-Lazio           | 2-0           | 29 gen.       |
| 13 nov.     | 3-1                 | Torino-Padova          | 4-0           | 29 gen.       |
| 13 nov.     | Riposa: Alessandria |                        |               | 29 gen.       |

| andata (5ª) | andata (5ª)      | Quinta giornata    | ritorno (16ª) | ritorno (16ª) |
|             |                  |                    |               |               |
| 30 ott.     | 3-1              | Alessandria-Torino | 1-4           | 22 gen.       |
| 30 ott.     | 5-0              | Genoa-Pro Vercelli | 0-3           | 22 gen.       |
| 30 ott.     | 2-1              | Lazio-Brescia      | 3-4           | 22 gen.       |
| 30 ott.     | 2-1              | Milan-Cremonese    | 1-0           | 22 gen.       |
| 30 ott.     | 2-1              | Padova-Napoli      | 2-2           | 22 gen.       |
| 30 ott.     | Riposa: Reggiana |                    |               | 22 gen.       |

| andata (6ª) | andata (6ª)         | Sesta giornata         | ritorno (17ª) | ritorno (17ª) |
|             |                     |                        |               |               |
| 13 nov.     | 5-2                 | Brescia-Reggiana       | 0-0           | 29 gen.       |
| 13 nov.     | 3-1                 | Cremonese-Pro Vercelli | 0-3           | 29 gen.       |
| 13 nov.     | 1-1                 | Milan-Genoa            | 1-1           | 29 gen.       |
| 13 nov.     | 0-0                 | Napoli-Lazio           | 2-0           | 29 gen.       |
| 13 nov.     | 3-1                 | Torino-Padova          | 4-0           | 29 gen.       |
| 13 nov.     | Riposa: Alessandria |                        |               | 29 gen.       |

| andata (7ª) | andata (7ª)   | Settima giornata    | ritorno (18ª) | ritorno (18ª) |
|             |               |                     |               |               |
| 20 nov.     | 4-1           | Alessandria-Brescia | 1-0           | 5 feb.        |
| 20 nov.     | 3-1           | Lazio-Milan         | 1-2           | 5 feb.        |
| 20 nov.     | 0-2           | Padova-Cremonese    | 0-3           | 5 feb.        |
| 20 nov.     | 1-1           | Pro Vercelli-Napoli | 0-2           | 5 feb.        |
| 20 nov.     | 3-8           | Reggiana-Torino     | 0-14          | 5 feb.        |
| 20 nov.     | Riposa: Genoa |                     |               | 5 feb.        |

| andata (8ª) | andata (8ª)    | Ottava giornata     | ritorno (19ª) | ritorno (19ª) |
|             |                |                     |               |               |
| 27 nov.     | 3-2            | Brescia-Cremonese   | 1-0           | 12 feb.       |
| 27 nov.     | 5-2            | Genoa-Reggiana      | 3-0           | 12 feb.       |
| 27 nov.     | 2-2            | Milan-Alessandria   | 0-0           | 12 feb.       |
| 27 nov.     | 3-1            | Pro Vercelli-Padova | 0-1           | 12 feb.       |
| 27 nov.     | 3-0            | Torino-Lazio        | 2-0           | 12 feb.       |
| 27 nov.     | Riposa: Napoli |                     |               | 12 feb.       |

| andata (7ª) | andata (7ª)   | Settima giornata    | ritorno (18ª) | ritorno (18ª) |
|             |               |                     |               |               |
| 20 nov.     | 4-1           | Alessandria-Brescia | 1-0           | 5 feb.        |
| 20 nov.     | 3-1           | Lazio-Milan         | 1-2           | 5 feb.        |
| 20 nov.     | 0-2           | Padova-Cremonese    | 0-3           | 5 feb.        |
| 20 nov.     | 1-1           | Pro Vercelli-Napoli | 0-2           | 5 feb.        |
| 20 nov.     | 3-8           | Reggiana-Torino     | 0-14          | 5 feb.        |
| 20 nov.     | Riposa: Genoa |                     |               | 5 feb.        |

| andata (8ª) | andata (8ª)    | Ottava giornata     | ritorno (19ª) | ritorno (19ª) |
|             |                |                     |               |               |
| 27 nov.     | 3-2            | Brescia-Cremonese   | 1-0           | 12 feb.       |
| 27 nov.     | 5-2            | Genoa-Reggiana      | 3-0           | 12 feb.       |
| 27 nov.     | 2-2            | Milan-Alessandria   | 0-0           | 12 feb.       |
| 27 nov.     | 3-1            | Pro Vercelli-Padova | 0-1           | 12 feb.       |
| 27 nov.     | 3-0            | Torino-Lazio        | 2-0           | 12 feb.       |
| 27 nov.     | Riposa: Napoli |                     |               | 12 feb.       |

| andata (9ª) | andata (9ª)   | Nona giornata         | ritorno (20ª) | ritorno (20ª) |
|             |               |                       |               |               |
| 4 dic.      | 11-1          | Alessandria-Napoli    | 1-1           | 19 feb.       |
| 4 dic.      | 1-2           | Cremonese-Genoa       | 1-4           | 19 feb.       |
| 4 dic.      | 2-1           | Padova-Milan          | 0-3           | 19 feb.       |
| 4 dic.      | 5-3           | Reggiana-Pro Vercelli | 0-4           | 19 feb.       |
| 4 dic.      | 11-0          | Torino-Brescia        | 1-3           | 19 feb.       |
| 4 dic.      | Riposa: Lazio |                       |               | 19 feb.       |

| andata (10ª) | andata (10ª)   | Decima giornata       | ritorno (21ª) | ritorno (21ª) |
|              |                |                       |               |               |
| 8 dic.       | 5-0            | Alessandria-Cremonese | 1-4           | 26 feb.       |
| 8 dic.       | 3-0            | Genoa-Napoli          | 1-2           | 26 feb.       |
| 8 dic.       | 1-1            | Lazio-Reggiana        | 3-1           | 26 feb.       |
| 8 dic.       | 1-3            | Milan-Torino          | 0-2           | 26 feb.       |
| 8 dic.       | 1-0            | Pro Vercelli-Brescia  | 1-2           | 26 feb.       |
| 8 dic.       | Riposa: Padova |                       |               | 26 feb.       |

| andata (9ª) | andata (9ª)   | Nona giornata         | ritorno (20ª) | ritorno (20ª) |
|             |               |                       |               |               |
| 4 dic.      | 11-1          | Alessandria-Napoli    | 1-1           | 19 feb.       |
| 4 dic.      | 1-2           | Cremonese-Genoa       | 1-4           | 19 feb.       |
| 4 dic.      | 2-1           | Padova-Milan          | 0-3           | 19 feb.       |
| 4 dic.      | 5-3           | Reggiana-Pro Vercelli | 0-4           | 19 feb.       |
| 4 dic.      | 11-0          | Torino-Brescia        | 1-3           | 19 feb.       |
| 4 dic.      | Riposa: Lazio |                       |               | 19 feb.       |

| andata (10ª) | andata (10ª)   | Decima giornata       | ritorno (21ª) | ritorno (21ª) |
|              |                |                       |               |               |
| 8 dic.       | 5-0            | Alessandria-Cremonese | 1-4           | 26 feb.       |
| 8 dic.       | 3-0            | Genoa-Napoli          | 1-2           | 26 feb.       |
| 8 dic.       | 1-1            | Lazio-Reggiana        | 3-1           | 26 feb.       |
| 8 dic.       | 1-3            | Milan-Torino          | 0-2           | 26 feb.       |
| 8 dic.       | 1-0            | Pro Vercelli-Brescia  | 1-2           | 26 feb.       |
| 8 dic.       | Riposa: Padova |                       |               | 26 feb.       |

| \| andata (11ª) \| andata (11ª) \| Undicesima giornata \| ritorno (22ª) \| ritorno (22ª) \| \| \| \| \| \| \| \| 11 dic. \| 1-3 \| Brescia-Milan \| 1-4 \| 4 mar. \| \| 11 dic. \| 2-0 \| Genoa-Alessandria \| 0-4 \| 4 mar. \| \| 11 dic. \| 1-1 \| Lazio-Pro Vercelli \| 0-6 \| 4 mar. \| \| 11 dic. \| 0-1 \| Napoli-Torino \| 0-11 \| 4 mar. \| \| 11 dic. \| 2-2 \| Reggiana-Padova \| 0-2 \| 4 mar. \| \| 11 dic. \| Riposa: Cremonese \| \| \| 4 mar. \| |                   |                     |               |               |
| andata (11ª) | andata (11ª)      | Undicesima giornata | ritorno (22ª) | ritorno (22ª) |
| |                   |                     |               |               |
| 11 dic. | 1-3               | Brescia-Milan       | 1-4           | 4 mar.        |
| 11 dic. | 2-0               | Genoa-Alessandria   | 0-4           | 4 mar.        |
| 11 dic. | 1-1               | Lazio-Pro Vercelli  | 0-6           | 4 mar.        |
| 11 dic. | 0-1               | Napoli-Torino       | 0-11          | 4 mar.        |
| 11 dic. | 2-2               | Reggiana-Padova     | 0-2           | 4 mar.        |
| 11 dic. | Riposa: Cremonese |                     |               | 4 mar.        |

| andata (11ª) | andata (11ª)      | Undicesima giornata | ritorno (22ª) | ritorno (22ª) |
|              |                   |                     |               |               |
| 11 dic.      | 1-3               | Brescia-Milan       | 1-4           | 4 mar.        |
| 11 dic.      | 2-0               | Genoa-Alessandria   | 0-4           | 4 mar.        |
| 11 dic.      | 1-1               | Lazio-Pro Vercelli  | 0-6           | 4 mar.        |
| 11 dic.      | 0-1               | Napoli-Torino       | 0-11          | 4 mar.        |
| 11 dic.      | 2-2               | Reggiana-Padova     | 0-2           | 4 mar.        |
| 11 dic.      | Riposa: Cremonese |                     |               | 4 mar.        |

### Statistiche

#### Squadre

##### Classifica in divenire
| [ 4 ]        | 1ª | 2ª | 3ª | 4ª | 5ª | 6ª | 7ª | 8ª | 9ª | 10ª | 11ª | 12ª | 13ª | 14ª | 15ª | 16ª | 17ª | 18ª | 19ª | 20ª | 21ª | 22ª |
| [ 4 ]        |    |    |    |    |    |    |    |    |    |     |     |     |     |     |     |     |     |     |     |     |     |     |
| ------------ | -- | -- | -- | -- | -- | -- | -- | -- | -- | --- | --- | --- | --- | --- | --- | --- | --- | --- | --- | --- | --- | --- |
| Alessandria  | 2  | 4  | 6  | 8  | 10 | 10 | 12 | 13 | 15 | 17  | 17  | 18  | 20  | 20  | 22  | 22  | 22  | 24  | 25  | 26  | 26  | 28  |
| Brescia      | 1  | 1  | 1  | 3  | 3  | 5  | 5  | 7  | 7  | 7   | 7   | 9   | 10  | 10  | 12  | 14  | 15  | 15  | 17  | 19  | 21  | 21  |
| Cremonese    | 2  | 3  | 5  | 7  | 7  | 9  | 11 | 11 | 11 | 11  | 11  | 11  | 12  | 12  | 13  | 13  | 13  | 15  | 15  | 15  | 17  | 17  |
| Genoa        | 2  | 4  | 6  | 8  | 10 | 11 | 11 | 13 | 15 | 17  | 19  | 19  | 20  | 22  | 24  | 24  | 25  | 25  | 27  | 29  | 29  | 29  |
| Lazio        | 0  | 0  | 0  | 0  | 2  | 3  | 5  | 5  | 5  | 6   | 7   | 9   | 9   | 9   | 9   | 9   | 9   | 9   | 9   | 9   | 11  | 11  |
| Milan        | 0  | 2  | 3  | 4  | 6  | 7  | 7  | 8  | 8  | 8   | 10  | 10  | 12  | 14  | 16  | 18  | 19  | 21  | 22  | 24  | 24  | 26  |
| Napoli       | 2  | 2  | 2  | 2  | 2  | 3  | 4  | 4  | 4  | 4   | 4   | 5   | 5   | 7   | 7   | 8   | 10  | 12  | 12  | 13  | 15  | 15  |
| Padova       | 1  | 3  | 3  | 3  | 5  | 5  | 5  | 5  | 7  | 7   | 8   | 8   | 10  | 12  | 12  | 13  | 13  | 13  | 15  | 15  | 15  | 17  |
| Pro Vercelli | 0  | 0  | 2  | 3  | 3  | 3  | 4  | 6  | 6  | 8   | 9   | 10  | 10  | 10  | 10  | 12  | 14  | 14  | 14  | 16  | 16  | 18  |
| Reggiana     | 0  | 0  | 1  | 1  | 1  | 1  | 1  | 1  | 3  | 4   | 5   | 6   | 6   | 6   | 7   | 7   | 8   | 8   | 8   | 8   | 8   | 8   |
| Torino       | 0  | 1  | 1  | 1  | 1  | 3  | 5  | 7  | 9  | 11  | 13  | 15  | 16  | 18  | 18  | 20  | 22  | 24  | 26  | 26  | 28  | 30  |

## Girone B

### Squadre partecipanti
| Club         | Stagione | Città             | Stadio                    | Stagione precedente                         |
| ------------ | -------- | ----------------- | ------------------------- | ------------------------------------------- |
| Bologna      | dettagli | Bologna           | Stadio del Littoriale     | 2º nel girone finale di Divisione Nazionale |
| Casale       | dettagli | Casale Monferrato | Stadio Natale Palli       | 4º nel girone A di Divisione Nazionale      |
| Inter        | dettagli | Milano            | Campo di via Goldoni      | 5º nel girone finale di Divisione Nazionale |
| Juventus     | dettagli | Torino            | Stadio di Corso Marsiglia | 3º nel girone finale di Divisione Nazionale |
| La Dominante | dettagli | Genova            | Stadio del Littorio       | 6º nel girone B di Divisione Nazionale      |
| Livorno      | dettagli | Livorno           | Campo di Villa Chayes     | 5º nel girone B di Divisione Nazionale      |
| Modena       | dettagli | Modena            | Campo di viale Fontanelli | 6º nel girone A di Divisione Nazionale      |
| Novara       | dettagli | Novara            | Campo di via Lombroso     | Vincitore della 1ª Divisione, promosso      |
| Pro Patria   | dettagli | Busto Arsizio     | Stadio Comunale           | 2º nel girone finale di 1ª Divisione        |
| Roma         | dettagli | Roma              | Motovelodromo Appio       | Fusione di 3 squadre di Divisione Nazionale |
| Verona       | dettagli | Verona            | Campo di Pizza Cittadella | 7º nel girone B di Divisione Nazionale      |

### Classifica finale
|  | Pos. | Squadra      | Pt | G  | V  | N | P  | GF | GS |
|  | ---- | ------------ | -- | -- | -- | - | -- | -- | -- |
|  | 1.   | Bologna      | 27 | 20 | 10 | 7 | 3  | 44 | 16 |
|  | 2.   | Juventus     | 24 | 20 | 9  | 6 | 5  | 37 | 24 |
|  | 2.   | Inter        | 24 | 20 | 9  | 6 | 5  | 40 | 32 |
|  | 2.   | Casale       | 24 | 20 | 8  | 8 | 4  | 35 | 27 |
|  | 5.   | Modena       | 22 | 20 | 7  | 8 | 5  | 39 | 28 |
|  | 6.   | Novara       | 21 | 20 | 8  | 5 | 7  | 28 | 29 |
|  | 7.   | Pro Patria   | 20 | 20 | 8  | 4 | 8  | 30 | 34 |
|  | 8.   | Roma         | 18 | 20 | 6  | 6 | 8  | 31 | 30 |
|  | 9.   | Livorno      | 17 | 20 | 7  | 3 | 10 | 32 | 37 |
|  | 10.  | La Dominante | 14 | 20 | 4  | 6 | 10 | 26 | 40 |
|  | 11.  | Verona       | 9  | 20 | 2  | 5 | 13 | 21 | 66 |

Legenda:
      Qualificata alle finali nazionali.
 Retrocessa in Prima Divisione 1928-1929.
Regolamento:
Due punti a vittoria, uno a pareggio, zero a sconfitta.
Era in vigore il pari merito.
Note:
Il Livorno e la Dominante immediatamente, e poi anche il Verona, sono state ammesse alla Divisione Nazionale 1928-1929 per allargamento dei quadri del campionato.

### Risultati

#### Calendario
| andata (1ª) | andata (1ª)    | Prima giornata     | ritorno (12ª) | ritorno (12ª) |
|             |                |                    |               |               |
| 25 set.     | 1-1            | Bologna-Pro Patria | 1-1           | 18 dic.       |
| 25 set.     | 6-1            | Inter-Dominante    | 0-2           | 18 dic.       |
| 25 set.     | 1-2            | Juventus-Casale    | 0-2           | 18 dic.       |
| 25 set.     | 2-0            | Roma-Livorno       | 1-2           | 18 dic.       |
| 25 set.     | 1-3            | Verona-Novara      | 1-1           | 18 dic.       |
| 25 set.     | Riposa: Modena |                    |               | 18 dic.       |

| andata (2ª) | andata (2ª)        | Seconda giornata | ritorno (13ª) | ritorno (13ª) |
|             |                    |                  |               |               |
| 2 ott.      | 0-0                | Dominante-Roma   | 2-4           | 25 dic.       |
| 2 ott.      | 0-3                | Livorno-Bologna  | 0-3           | 25 dic.       |
| 2 ott.      | 0-0                | Modena-Casale    | 5-2           | 25 dic.       |
| 2 ott.      | 2-2                | Novara-Juventus  | 3-4           | 25 dic.       |
| 2 ott.      | 1-2                | Verona-Inter     | 1-4           | 25 dic.       |
| 2 ott.      | Riposa: Pro Patria |                  |               | 25 dic.       |

| andata (1ª) | andata (1ª)    | Prima giornata     | ritorno (12ª) | ritorno (12ª) |
|             |                |                    |               |               |
| 25 set.     | 1-1            | Bologna-Pro Patria | 1-1           | 18 dic.       |
| 25 set.     | 6-1            | Inter-Dominante    | 0-2           | 18 dic.       |
| 25 set.     | 1-2            | Juventus-Casale    | 0-2           | 18 dic.       |
| 25 set.     | 2-0            | Roma-Livorno       | 1-2           | 18 dic.       |
| 25 set.     | 1-3            | Verona-Novara      | 1-1           | 18 dic.       |
| 25 set.     | Riposa: Modena |                    |               | 18 dic.       |

| andata (2ª) | andata (2ª)        | Seconda giornata | ritorno (13ª) | ritorno (13ª) |
|             |                    |                  |               |               |
| 2 ott.      | 0-0                | Dominante-Roma   | 2-4           | 25 dic.       |
| 2 ott.      | 0-3                | Livorno-Bologna  | 0-3           | 25 dic.       |
| 2 ott.      | 0-0                | Modena-Casale    | 5-2           | 25 dic.       |
| 2 ott.      | 2-2                | Novara-Juventus  | 3-4           | 25 dic.       |
| 2 ott.      | 1-2                | Verona-Inter     | 1-4           | 25 dic.       |
| 2 ott.      | Riposa: Pro Patria |                  |               | 25 dic.       |

| andata (3ª) | andata (3ª)      | Terza giornata    | ritorno (14ª) | ritorno (14ª) |
|             |                  |                   |               |               |
| 9 ott.      | 1-1              | Bologna-Modena    | 1-2           | 8 gen.        |
| 9 ott.      | 0-0              | Casale-Novara     | 0-0           | 8 gen.        |
| 9 ott.      | 4-2              | Livorno-Dominante | 1-1           | 8 gen.        |
| 9 ott.      | 1-1              | Pro Patria-Inter  | 2-5           | 8 gen.        |
| 9 ott.      | 3-1              | Roma-Verona       | 0-2           | 8 gen.        |
| 9 ott.      | Riposa: Juventus |                   |               | 8 gen.        |

| andata (4ª) | andata (4ª)     | Quarta giornata      | ritorno (15ª) | ritorno (15ª) |
|             |                 |                      |               |               |
| 16 ott.     | 2-3             | Dominante-Pro Patria | 0-1           | 15 gen.       |
| 16 ott.     | 2-1             | Inter-Modena         | 0-0           | 15 gen.       |
| 16 ott.     | 1-0             | Juventus-Bologna     | 0-2           | 15 gen.       |
| 16 ott.     | 2-1             | Novara-Roma          | 1-4           | 15 gen.       |
| 16 ott.     | 1-1             | Verona-Casale        | 1-8           | 15 gen.       |
| 16 ott.     | Riposa: Livorno |                      |               | 15 gen.       |

| andata (3ª) | andata (3ª)      | Terza giornata    | ritorno (14ª) | ritorno (14ª) |
|             |                  |                   |               |               |
| 9 ott.      | 1-1              | Bologna-Modena    | 1-2           | 8 gen.        |
| 9 ott.      | 0-0              | Casale-Novara     | 0-0           | 8 gen.        |
| 9 ott.      | 4-2              | Livorno-Dominante | 1-1           | 8 gen.        |
| 9 ott.      | 1-1              | Pro Patria-Inter  | 2-5           | 8 gen.        |
| 9 ott.      | 3-1              | Roma-Verona       | 0-2           | 8 gen.        |
| 9 ott.      | Riposa: Juventus |                   |               | 8 gen.        |

| andata (4ª) | andata (4ª)     | Quarta giornata      | ritorno (15ª) | ritorno (15ª) |
|             |                 |                      |               |               |
| 16 ott.     | 2-3             | Dominante-Pro Patria | 0-1           | 15 gen.       |
| 16 ott.     | 2-1             | Inter-Modena         | 0-0           | 15 gen.       |
| 16 ott.     | 1-0             | Juventus-Bologna     | 0-2           | 15 gen.       |
| 16 ott.     | 2-1             | Novara-Roma          | 1-4           | 15 gen.       |
| 16 ott.     | 1-1             | Verona-Casale        | 1-8           | 15 gen.       |
| 16 ott.     | Riposa: Livorno |                      |               | 15 gen.       |

| andata (5ª) | andata (5ª)   | Quinta giornata   | ritorno (16ª) | ritorno (16ª) |
|             |               |                   |               |               |
| 30 ott.     | 3-0           | Bologna-Roma      | 1-1           | 22 gen.       |
| 30 ott.     | 2-1           | Casale-Livorno    | 2-1           | 22 gen.       |
| 30 ott.     | 5-1           | Juventus-Verona   | 2-1           | 22 gen.       |
| 30 ott.     | 3-1           | Modena-Dominante  | 0-1           | 22 gen.       |
| 30 ott.     | 1-1           | Pro Patria-Novara | 0-1           | 22 gen.       |
| 30 ott.     | Riposa: Inter |                   |               | 22 gen.       |

| andata (6ª) | andata (6ª)    | Sesta giornata    | ritorno (17ª) | ritorno (17ª) |
|             |                |                   |               |               |
| 13 nov.     | 3-2            | Casale-Pro Patria | 0-2           | 29 gen.       |
| 13 nov.     | 0-0            | Dominante-Bologna | 0-7           | 29 gen.       |
| 13 nov.     | 2-1            | Livorno-Inter     | 2-3           | 29 gen.       |
| 13 nov.     | 2-1            | Novara-Modena     | 1-5           | 29 gen.       |
| 13 nov.     | 0-0            | Roma-Juventus     | 0-3           | 29 gen.       |
| 13 nov.     | Riposa: Verona |                   |               | 29 gen.       |

| andata (5ª) | andata (5ª)   | Quinta giornata   | ritorno (16ª) | ritorno (16ª) |
|             |               |                   |               |               |
| 30 ott.     | 3-0           | Bologna-Roma      | 1-1           | 22 gen.       |
| 30 ott.     | 2-1           | Casale-Livorno    | 2-1           | 22 gen.       |
| 30 ott.     | 5-1           | Juventus-Verona   | 2-1           | 22 gen.       |
| 30 ott.     | 3-1           | Modena-Dominante  | 0-1           | 22 gen.       |
| 30 ott.     | 1-1           | Pro Patria-Novara | 0-1           | 22 gen.       |
| 30 ott.     | Riposa: Inter |                   |               | 22 gen.       |

| andata (6ª) | andata (6ª)    | Sesta giornata    | ritorno (17ª) | ritorno (17ª) |
|             |                |                   |               |               |
| 13 nov.     | 3-2            | Casale-Pro Patria | 0-2           | 29 gen.       |
| 13 nov.     | 0-0            | Dominante-Bologna | 0-7           | 29 gen.       |
| 13 nov.     | 2-1            | Livorno-Inter     | 2-3           | 29 gen.       |
| 13 nov.     | 2-1            | Novara-Modena     | 1-5           | 29 gen.       |
| 13 nov.     | 0-0            | Roma-Juventus     | 0-3           | 29 gen.       |
| 13 nov.     | Riposa: Verona |                   |               | 29 gen.       |

| andata (7ª) | andata (7ª)     | Settima giornata    | ritorno (18ª) | ritorno (18ª) |
|             |                 |                     |               |               |
| 20 nov.     | 3-2             | Inter-Casale        | 2-2           | 5 feb.        |
| 20 nov.     | 6-2             | Juventus-Pro Patria | 1-2           | 5 feb.        |
| 20 nov.     | 2-1             | Livorno-Novara      | 0-1           | 5 feb.        |
| 20 nov.     | 2-0             | Modena-Roma         | 3-3           | 5 feb.        |
| 20 nov.     | 1-1             | Verona-Dominante    | 0-7           | 5 feb.        |
| 20 nov.     | Riposa: Bologna |                     |               | 5 feb.        |

| andata (8ª) | andata (8ª)       | Ottava giornata   | ritorno (19ª) | ritorno (19ª) |
|             |                   |                   |               |               |
| 27 nov.     | 10-1              | Bologna-Verona    | 1-0           | 12 feb.       |
| 27 nov.     | 0-3               | Livorno-Juventus  | 1-2           | 12 feb.       |
| 27 nov.     | 3-0               | Novara-Inter      | 0-3           | 12 feb.       |
| 27 nov.     | 1-2               | Pro Patria-Modena | 2-1           | 12 feb.       |
| 27 nov.     | 1-1               | Roma-Casale       | 2-3           | 12 feb.       |
| 27 nov.     | Riposa: Dominante |                   |               | 12 feb.       |

| andata (7ª) | andata (7ª)     | Settima giornata    | ritorno (18ª) | ritorno (18ª) |
|             |                 |                     |               |               |
| 20 nov.     | 3-2             | Inter-Casale        | 2-2           | 5 feb.        |
| 20 nov.     | 6-2             | Juventus-Pro Patria | 1-2           | 5 feb.        |
| 20 nov.     | 2-1             | Livorno-Novara      | 0-1           | 5 feb.        |
| 20 nov.     | 2-0             | Modena-Roma         | 3-3           | 5 feb.        |
| 20 nov.     | 1-1             | Verona-Dominante    | 0-7           | 5 feb.        |
| 20 nov.     | Riposa: Bologna |                     |               | 5 feb.        |

| andata (8ª) | andata (8ª)       | Ottava giornata   | ritorno (19ª) | ritorno (19ª) |
|             |                   |                   |               |               |
| 27 nov.     | 10-1              | Bologna-Verona    | 1-0           | 12 feb.       |
| 27 nov.     | 0-3               | Livorno-Juventus  | 1-2           | 12 feb.       |
| 27 nov.     | 3-0               | Novara-Inter      | 0-3           | 12 feb.       |
| 27 nov.     | 1-2               | Pro Patria-Modena | 2-1           | 12 feb.       |
| 27 nov.     | 1-1               | Roma-Casale       | 2-3           | 12 feb.       |
| 27 nov.     | Riposa: Dominante |                   |               | 12 feb.       |

| andata (9ª) | andata (9ª)    | Nona giornata    | ritorno (20ª) | ritorno (20ª) |
|             |                |                  |               |               |
| 4 dic.      | 1-2            | Dominante-Novara | 2-0           | 19 feb.       |
| 4 dic.      | 2-4            | Inter-Bologna    | 1-1           | 19 feb.       |
| 4 dic.      | 1-1            | Modena-Juventus  | 1-1           | 19 feb.       |
| 4 dic.      | 0-3            | Pro Patria-Roma  | 1-0           | 19 feb.       |
| 4 dic.      | 1-1            | Verona-Livorno   | 2-5           | 19 feb.       |
| 4 dic.      | Riposa: Casale |                  |               | 19 feb.       |

| andata (10ª) | andata (10ª) | Decima giornata   | ritorno (21ª) | ritorno (21ª) |
|              |              |                   |               |               |
| 11 dic.      | 1-0          | Bologna-Novara    | 0-4           | 26 feb.       |
| 11 dic.      | 4-1          | Casale-Dominante  | 0-0           | 26 feb.       |
| 11 dic.      | 1-1          | Juventus-Inter    | 0-1           | 26 feb.       |
| 11 dic.      | 5-3          | Livorno-Modena    | 1-1           | 26 feb.       |
| 11 dic.      | 2-1          | Verona-Pro Patria | 0-4           | 26 feb.       |
| 11 dic.      | Riposa: Roma |                   |               | 26 feb.       |

| andata (9ª) | andata (9ª)    | Nona giornata    | ritorno (20ª) | ritorno (20ª) |
|             |                |                  |               |               |
| 4 dic.      | 1-2            | Dominante-Novara | 2-0           | 19 feb.       |
| 4 dic.      | 2-4            | Inter-Bologna    | 1-1           | 19 feb.       |
| 4 dic.      | 1-1            | Modena-Juventus  | 1-1           | 19 feb.       |
| 4 dic.      | 0-3            | Pro Patria-Roma  | 1-0           | 19 feb.       |
| 4 dic.      | 1-1            | Verona-Livorno   | 2-5           | 19 feb.       |
| 4 dic.      | Riposa: Casale |                  |               | 19 feb.       |

| andata (10ª) | andata (10ª) | Decima giornata   | ritorno (21ª) | ritorno (21ª) |
|              |              |                   |               |               |
| 11 dic.      | 1-0          | Bologna-Novara    | 0-4           | 26 feb.       |
| 11 dic.      | 4-1          | Casale-Dominante  | 0-0           | 26 feb.       |
| 11 dic.      | 1-1          | Juventus-Inter    | 0-1           | 26 feb.       |
| 11 dic.      | 5-3          | Livorno-Modena    | 1-1           | 26 feb.       |
| 11 dic.      | 2-1          | Verona-Pro Patria | 0-4           | 26 feb.       |
| 11 dic.      | Riposa: Roma |                   |               | 26 feb.       |

| \| andata (11ª) \| andata (11ª) \| Undicesima giornata \| ritorno (22ª) \| ritorno (22ª) \| \| \| \| \| \| \| \| 11 dic. \| 0-0 \| Casale-Bologna \| 1-4 \| 4 mar. \| \| 11 dic. \| 3-3 \| Inter-Roma \| 0-3 \| 4 mar. \| \| 11 dic. \| 3-1 \| Juventus-Dominante \| 1-1 \| 4 mar. \| \| 11 dic. \| 5-1 \| Modena-Verona \| 2-2 \| 4 mar. \| \| 11 dic. \| 2-0 \| Pro Patria-Livorno \| 1-4 \| 4 mar. \| \| 11 dic. \| Riposa: Novara \| \| \| 4 mar. \| |                |                     |               |               |
| andata (11ª) | andata (11ª)   | Undicesima giornata | ritorno (22ª) | ritorno (22ª) |
| |                |                     |               |               |
| 11 dic. | 0-0            | Casale-Bologna      | 1-4           | 4 mar.        |
| 11 dic. | 3-3            | Inter-Roma          | 0-3           | 4 mar.        |
| 11 dic. | 3-1            | Juventus-Dominante  | 1-1           | 4 mar.        |
| 11 dic. | 5-1            | Modena-Verona       | 2-2           | 4 mar.        |
| 11 dic. | 2-0            | Pro Patria-Livorno  | 1-4           | 4 mar.        |
| 11 dic. | Riposa: Novara |                     |               | 4 mar.        |

| andata (11ª) | andata (11ª)   | Undicesima giornata | ritorno (22ª) | ritorno (22ª) |
|              |                |                     |               |               |
| 11 dic.      | 0-0            | Casale-Bologna      | 1-4           | 4 mar.        |
| 11 dic.      | 3-3            | Inter-Roma          | 0-3           | 4 mar.        |
| 11 dic.      | 3-1            | Juventus-Dominante  | 1-1           | 4 mar.        |
| 11 dic.      | 5-1            | Modena-Verona       | 2-2           | 4 mar.        |
| 11 dic.      | 2-0            | Pro Patria-Livorno  | 1-4           | 4 mar.        |
| 11 dic.      | Riposa: Novara |                     |               | 4 mar.        |

### Statistiche

#### Squadre

##### Classifica in divenire
| [ 4 ]        | 1ª | 2ª | 3ª | 4ª | 5ª | 6ª | 7ª | 8ª | 9ª | 10ª | 11ª | 12ª | 13ª | 14ª | 15ª | 16ª | 17ª | 18ª | 19ª | 20ª | 21ª | 22ª |
| [ 4 ]        |    |    |    |    |    |    |    |    |    |     |     |     |     |     |     |     |     |     |     |     |     |     |
| ------------ | -- | -- | -- | -- | -- | -- | -- | -- | -- | --- | --- | --- | --- | --- | --- | --- | --- | --- | --- | --- | --- | --- |
| Bologna      | 1  | 3  | 4  | 4  | 6  | 7  | 7  | 9  | 11 | 13  | 14  | 15  | 17  | 17  | 19  | 20  | 22  | 22  | 24  | 25  | 25  | 27  |
| Casale       | 2  | 3  | 4  | 5  | 7  | 9  | 9  | 10 | 10 | 12  | 13  | 15  | 15  | 16  | 18  | 20  | 20  | 21  | 23  | 23  | 24  | 24  |
| Inter        | 2  | 4  | 5  | 7  | 7  | 7  | 9  | 9  | 9  | 10  | 11  | 11  | 13  | 15  | 16  | 16  | 18  | 19  | 21  | 22  | 24  | 24  |
| Juventus     | 0  | 1  | 1  | 3  | 5  | 6  | 8  | 10 | 11 | 12  | 14  | 14  | 16  | 16  | 16  | 18  | 20  | 20  | 22  | 23  | 23  | 24  |
| La Dominante | 0  | 1  | 1  | 1  | 1  | 2  | 3  | 3  | 3  | 3   | 3   | 5   | 5   | 6   | 6   | 8   | 8   | 10  | 10  | 12  | 13  | 14  |
| Livorno      | 0  | 0  | 2  | 2  | 2  | 4  | 6  | 6  | 7  | 9   | 9   | 11  | 11  | 12  | 12  | 12  | 12  | 12  | 12  | 14  | 15  | 17  |
| Modena       | 0  | 1  | 2  | 2  | 4  | 4  | 6  | 8  | 9  | 9   | 11  | 11  | 13  | 15  | 16  | 16  | 18  | 19  | 19  | 20  | 21  | 22  |
| Novara       | 2  | 3  | 4  | 6  | 7  | 9  | 9  | 11 | 13 | 13  | 13  | 14  | 14  | 15  | 15  | 17  | 17  | 19  | 19  | 19  | 21  | 21  |
| Pro Patria   | 1  | 1  | 2  | 4  | 5  | 5  | 5  | 5  | 5  | 5   | 7   | 8   | 8   | 8   | 10  | 10  | 12  | 14  | 16  | 18  | 20  | 20  |
| Roma         | 2  | 3  | 5  | 5  | 5  | 6  | 6  | 7  | 9  | 9   | 10  | 10  | 12  | 12  | 14  | 15  | 15  | 16  | 16  | 16  | 16  | 18  |
| Verona       | 0  | 0  | 0  | 1  | 1  | 1  | 2  | 2  | 3  | 5   | 5   | 6   | 6   | 8   | 8   | 8   | 8   | 8   | 8   | 8   | 8   | 9   |

## Girone finale

### Classifica finale
|  | Pos. | Squadra     | Pt | G  | V | N | P  | GF | GS |
|  | ---- | ----------- | -- | -- | - | - | -- | -- | -- |
|  | 1.   | Torino      | 19 | 14 | 8 | 3 | 3  | 33 | 18 |
|  | 2.   | Genoa       | 17 | 14 | 7 | 3 | 4  | 30 | 27 |
|  | 3.   | Alessandria | 16 | 14 | 6 | 4 | 4  | 31 | 25 |
|  | 3.   | Juventus    | 16 | 14 | 7 | 2 | 5  | 23 | 17 |
|  | 5.   | Bologna     | 15 | 14 | 5 | 5 | 4  | 28 | 18 |
|  | 6.   | Milan       | 14 | 14 | 5 | 4 | 5  | 21 | 24 |
|  | 7.   | Inter       | 11 | 14 | 5 | 1 | 8  | 27 | 37 |
|  | 8.   | Casale      | 4  | 14 | 1 | 2 | 11 | 14 | 41 |

Legenda:
      Campione d'Italia
Regolamento:
Due punti a vittoria, uno a pareggio, zero a sconfitta.
Era in vigore il pari merito

### Squadra campione
- Vincenzo Bosia
- Feliciano Monti III
- Cesare Martin II
- Dario Martin III
- Enrico Colombari
- Mario Sperone
- Luciano Vezzani
- Adolfo Baloncieri
- Julio Libonatti
- Gino Rossetti II
- Francesco Franzoni
- Allenatore: Tony Cargnelli

### Risultati

#### Calendario
| andata (1ª) | andata (1ª) | Prima giornata      | ritorno (8ª) | ritorno (8ª) |
|             |             |                     |              |              |
| 11 mar.     | 1-1         | Bologna-Alessandria | 1-1          | 24 giu.      |
| 11 mar.     | 0-4         | Casale-Genoa        | 1-1          | 24 giu.      |
| 11 mar.     | 1-3         | Inter-Torino        | 2-3          | 24 giu.      |
| 11 mar.     | 0-1         | Juventus-Milan      | 1-3          | 24 giu.      |

| andata (2ª) | andata (2ª) | Seconda giornata     | ritorno (9ª) | ritorno (9ª) |
|             |             |                      |              |              |
| 18 mar.     | 2-0         | Alessandria-Juventus | 0-0          | 28 giu.      |
| 18 mar.     | 6-0         | Genoa-Inter          | 2-2          | 28 giu.      |
| 18 mar.     | 1-1         | Milan-Bologna        | 0-5          | 28 giu.      |
| 18 mar.     | 2-1         | Torino-Casale        | 3-0          | 28 giu.      |

| andata (1ª) | andata (1ª) | Prima giornata      | ritorno (8ª) | ritorno (8ª) |
|             |             |                     |              |              |
| 11 mar.     | 1-1         | Bologna-Alessandria | 1-1          | 24 giu.      |
| 11 mar.     | 0-4         | Casale-Genoa        | 1-1          | 24 giu.      |
| 11 mar.     | 1-3         | Inter-Torino        | 2-3          | 24 giu.      |
| 11 mar.     | 0-1         | Juventus-Milan      | 1-3          | 24 giu.      |

| andata (2ª) | andata (2ª) | Seconda giornata     | ritorno (9ª) | ritorno (9ª) |
|             |             |                      |              |              |
| 18 mar.     | 2-0         | Alessandria-Juventus | 0-0          | 28 giu.      |
| 18 mar.     | 6-0         | Genoa-Inter          | 2-2          | 28 giu.      |
| 18 mar.     | 1-1         | Milan-Bologna        | 0-5          | 28 giu.      |
| 18 mar.     | 2-1         | Torino-Casale        | 3-0          | 28 giu.      |

| andata (3ª) | andata (3ª) | Terza giornata    | ritorno (10ª) | ritorno (10ª) |
|             |             |                   |               |               |
| 1 apr.      | 1-1         | Bologna-Torino    | 0-1           | 5 lug.        |
| 1 apr.      | 2-2         | Casale-Milan      | 0-2           | 5 lug.        |
| 1 apr.      | 4-3         | Inter-Alessandria | 3-6           | 5 lug.        |
| 1 apr.      | 6-1         | Juventus-Genoa    | 0-3           | 5 lug.        |

| andata (4ª) | andata (4ª) | Quarta giornata    | ritorno (11ª) | ritorno (11ª) |
|             |             |                    |               |               |
| 6 mag.      | 5-1         | Alessandria-Casale | 0-5           | 1 lug.        |
| 8 apr.      | 2-2         | Genoa-Milan        | 2-1           | 1 lug.        |
| 6 mag.      | 3-1         | Inter-Bologna      | 1-3           | 1 lug.        |
| 6 mag.      | 1-4         | Juventus-Torino    | 2-1           | 1 lug.        |

| andata (3ª) | andata (3ª) | Terza giornata    | ritorno (10ª) | ritorno (10ª) |
|             |             |                   |               |               |
| 1 apr.      | 1-1         | Bologna-Torino    | 0-1           | 5 lug.        |
| 1 apr.      | 2-2         | Casale-Milan      | 0-2           | 5 lug.        |
| 1 apr.      | 4-3         | Inter-Alessandria | 3-6           | 5 lug.        |
| 1 apr.      | 6-1         | Juventus-Genoa    | 0-3           | 5 lug.        |

| andata (4ª) | andata (4ª) | Quarta giornata    | ritorno (11ª) | ritorno (11ª) |
|             |             |                    |               |               |
| 6 mag.      | 5-1         | Alessandria-Casale | 0-5           | 1 lug.        |
| 8 apr.      | 2-2         | Genoa-Milan        | 2-1           | 1 lug.        |
| 6 mag.      | 3-1         | Inter-Bologna      | 1-3           | 1 lug.        |
| 6 mag.      | 1-4         | Juventus-Torino    | 2-1           | 1 lug.        |

| andata (5ª) | andata (5ª) | Quinta giornata    | ritorno (12ª) | ritorno (12ª) |
|             |             |                    |               |               |
| 29 apr.     | 3-1         | Bologna-Genoa      | 0-2           | 8 lug.        |
| 29 apr.     | 0-2         | Casale-Juventus    | 0-3           | 8 lug.        |
| 29 apr.     | 1-2         | Milan-Inter        | 3-2           | 8 lug.        |
| 29 apr.     | 3-3         | Torino-Alessandria | 1-2           | 8 lug.        |

| andata (6ª) | andata (6ª) | Sesta giornata    | ritorno (13ª) | ritorno (13ª) |
|             |             |                   |               |               |
| 13 mag.     | 1-3         | Casale-Inter      | 0-3           | 15 lug.       |
| 13 mag.     | 2-1         | Genoa-Torino      | 1-5           | 15 lug.       |
| 13 mag.     | 1-1         | Juventus-Bologna  | 2-0           | 15 lug.       |
| 13 mag.     | 3-0         | Milan-Alessandria | 0-2           | 15 lug.       |

| andata (5ª) | andata (5ª) | Quinta giornata    | ritorno (12ª) | ritorno (12ª) |
|             |             |                    |               |               |
| 29 apr.     | 3-1         | Bologna-Genoa      | 0-2           | 8 lug.        |
| 29 apr.     | 0-2         | Casale-Juventus    | 0-3           | 8 lug.        |
| 29 apr.     | 1-2         | Milan-Inter        | 3-2           | 8 lug.        |
| 29 apr.     | 3-3         | Torino-Alessandria | 1-2           | 8 lug.        |

| andata (6ª) | andata (6ª) | Sesta giornata    | ritorno (13ª) | ritorno (13ª) |
|             |             |                   |               |               |
| 13 mag.     | 1-3         | Casale-Inter      | 0-3           | 15 lug.       |
| 13 mag.     | 2-1         | Genoa-Torino      | 1-5           | 15 lug.       |
| 13 mag.     | 1-1         | Juventus-Bologna  | 2-0           | 15 lug.       |
| 13 mag.     | 3-0         | Milan-Alessandria | 0-2           | 15 lug.       |

| \| andata (7ª) \| andata (7ª) \| Settima giornata \| ritorno (14ª) \| ritorno (14ª) \| \| \| \| \| \| \| \| 17 mag. \| 5-1 \| Alessandria-Genoa \| 1-2 \| 22 lug. \| \| 17 mag. \| 7-0 \| Bologna-Casale \| 4-3 \| 22 lug. \| \| 17 mag. \| 1-4 \| Inter-Juventus \| 0-1 \| 22 lug. \| \| 17 mag. \| 3-0 \| Torino-Milan \| 2-2 \| 22 lug. \| |             |                   |               |               |
| andata (7ª) | andata (7ª) | Settima giornata  | ritorno (14ª) | ritorno (14ª) |
| |             |                   |               |               |
| 17 mag. | 5-1         | Alessandria-Genoa | 1-2           | 22 lug.       |
| 17 mag. | 7-0         | Bologna-Casale    | 4-3           | 22 lug.       |
| 17 mag. | 1-4         | Inter-Juventus    | 0-1           | 22 lug.       |
| 17 mag. | 3-0         | Torino-Milan      | 2-2           | 22 lug.       |

| andata (7ª) | andata (7ª) | Settima giornata  | ritorno (14ª) | ritorno (14ª) |
|             |             |                   |               |               |
| 17 mag.     | 5-1         | Alessandria-Genoa | 1-2           | 22 lug.       |
| 17 mag.     | 7-0         | Bologna-Casale    | 4-3           | 22 lug.       |
| 17 mag.     | 1-4         | Inter-Juventus    | 0-1           | 22 lug.       |
| 17 mag.     | 3-0         | Torino-Milan      | 2-2           | 22 lug.       |

### Statistiche

#### Squadre

##### Classifica in divenire
| [ 4 ]       | 1ª | 2ª | 3ª | 4ª | 5ª | 6ª | 7ª | 8ª | 9ª | 10ª | 11ª | 12ª | 13ª | 14ª |
| [ 4 ]       |    |    |    |    |    |    |    |    |    |     |     |     |     |     |
| ----------- | -- | -- | -- | -- | -- | -- | -- | -- | -- | --- | --- | --- | --- | --- |
| Alessandria | 1  | 3  | 3  | 4  | 6  | 6  | 8  | 9  | 10 | 12  | 14  | 14  | 16  | 16  |
| Bologna     | 1  | 2  | 3  | 5  | 5  | 6  | 8  | 9  | 11 | 11  | 11  | 13  | 13  | 15  |
| Casale      | 0  | 0  | 1  | 1  | 1  | 1  | 1  | 2  | 2  | 2   | 2   | 4   | 4   | 4   |
| Genoa       | 2  | 4  | 4  | 4  | 5  | 7  | 7  | 8  | 9  | 11  | 13  | 15  | 15  | 17  |
| Inter       | 0  | 0  | 2  | 4  | 6  | 8  | 8  | 8  | 9  | 9   | 9   | 9   | 11  | 11  |
| Juventus    | 0  | 0  | 2  | 4  | 4  | 5  | 7  | 7  | 8  | 8   | 10  | 12  | 14  | 16  |
| Milan       | 2  | 3  | 4  | 4  | 5  | 7  | 7  | 9  | 9  | 11  | 13  | 13  | 13  | 14  |
| Torino      | 2  | 4  | 5  | 6  | 8  | 8  | 10 | 12 | 14 | 16  | 16  | 16  | 18  | 19  |

### Individuali

#### Classifica marcatori
| Gol |  |  | Giocatore         | Squadra |
| --- |  |  | ----------------- | ------- |
| 35  |  |  | Julio Libonatti   | Torino  |
| 31  |  |  | Adolfo Baloncieri | Torino  |
| 26  |  |  | Angelo Schiavio   | Bologna |

### Giornali sportivi
- Gazzetta dello Sport, stagione 1927-1928, consultabile presso le Biblioteche:
  - Biblioteca Civica di Torino;
  - Biblioteca Nazionale Braidense di Milano,
  - Biblioteca Civica Berio di Genova,
  - Biblioteca Nazionale Centrale di Firenze,
  - Biblioteca Nazionale Centrale di Roma.
- Il paese sportivo, di Torino (dal 1919 al 1929), consultabile presso:
  - Biblioteca Nazionale Centrale di Firenze Archiviato il 4 marzo 2016 in Internet Archive.;
  - Biblioteca Civica di Torino, Via Cittadella 5 (anni incompleti 1924, 1925, 1927 e 1929, microfilmati).
  - Archivio Storico Città di Torino, Via Barbaroux 32 (anni incompleti 1924, 1925, 1927, 1928 e 1929, microfilmati).
- Il Corriere dello Sport, di Bologna (dai primi di dicembre 1927 diventa Il Littoriale), consultabile presso:
  - Biblioteca Universitaria di Bologna (dal 1926 al 1927);
  - Biblioteca Nazionale Centrale di Firenze.

### Libri
- Annuario Italiano del Giuoco del Calcio Volume I 1926-27 e 1927-28 (1928) - compilazione a cura di Luigi Saverio Bertazzoni per conto della F.I.G.C. - Bologna, edito a Modena. Il primo volume è conservato presso:
  - Università degli Studi di Urbino "Carlo Bo" di Pesaro;
  - Biblioteca Nazionale Centrale di Firenze;
  - Biblioteca Universitaria Estense di Modena.
Presentazione delle squadre partecipanti ai campionati italiani, con consigli direttivi forniti dalle società e le classifiche finali delle stagioni sportive 1926-27 e 1927-28.
- Carlo Fontanelli, Cento anni di calcio - Italia 1927/28 - Mariposa S.n.c., Fornacette (PI) - settembre 1996.